# Ѓ (слово ћирилице)
Ѓ ѓ (Ѓ ѓ, искошено: Ѓ ѓ) је ћириличко слово. Зове се Г с акутом.

## Историја
Слово ⟨Ѓ⟩ је настало додавањем акута на слово ⟨⟩, које је пак настало од грчког слова гама ⟨Γ⟩.
Ово слово се појавило крајем 19. века, а Крсте Петков Мисирков је употребљавао ⟨⟩ да би представио тај глас.

## Употреба
Употребљава се само у македонском језику, и представља звучни предњонепчани праскави сугласник, а у неким дијалектима и звучни меки африкат. Налази се на шестом месту македонске азбуке.
Настаје јотовањем гласа ⟨⟩  (спајањем гласа с „палаталним апроксимантом” ⟨⟩ ). Еквивалент је српском слову ⟨⟩, с тим што се изговара мекше.
У неким речима српског, бугарског и македонског, ово слово је једнако са бугарским ⟨⟩ и српским ⟨ђ⟩. Пример за то је реч „раѓање”, која се у бугарском пише „раждане”, а у српском као „рађање”.

## Слична и сродна слова
- : ћириличко слово
- Ґ ґ: ћириличко слово
- Ғ ғ: ћириличко слово
- Γ γ: грчко слово Гама
- : латиничко слово